# مارجوري بيلي
مارجوري بيلي (من مواليد 21 نوفمبر 1947) هي عداءة كندية. شاركت في منافسات 100 متر و 200 متر في أولمبياد 1976 الصيفية . وصلت إلى الجولة نصف النهائي في كلا الحدثين. ركضت في التتابع الذي يبلغ طوله 4 × 100 متر ، والذي وضعها بالمركز الرابع وسجلت رقمًا قياسيًا كنديا يبلغ 43.17.  وفازت بيلي بميدالية فضية في سباق التتابع 4 × 100 متر في دورة العاب الكومنولث عام 1978 وميدالية برونزية في سباق 100 متر و 4 × 100 متر في دورة العاب عموم أمريكا عام 1975 ، واحتلت المركز الرابع في سباق 200 متر.  كما احتلت المركز الرابع في سباق 200 متر ، والسادسة في 100 متر في دورة ألعاب الكومنولث عام 1974.

## روابط خارجية
- مارجوري بيلي على موقع الاتحاد الدولي لألعاب القوى (الإنجليزية)
- مارجوري بيلي على موقع أوليمبيديا (الإنجليزية)
- مارجوري بيلي على موقع اتحاد ألعاب الكومنولث (مؤرشف) (الإنجليزية)